# Saint-Martin-de-Fressengeas
Saint-Martin-de-Fressengeas è un comune francese di 397 abitanti situato nel dipartimento della Dordogna nella regione della Nuova Aquitania.

## Società

### Evoluzione demografica
Abitanti censiti